# 2007 في النرويج
فيما يلي قوائم الأحداث التي وقعت خلال عام 2007 في النرويج.

## رياضة
- 1 يناير – رالي النرويج 2007

## أفلام
من الأفلام التي صدرت هذه السنة في النرويج:
- 17 ديسمبر – آرن- فارس المعبد من إخراج Peter Flinth [الإنجليزية]‏.

## وفيات

### يوليو
- 13 يوليو – فرانك روبرت (مواليد 1918)

### أغسطس
- 6 أغسطس – أتل سيلبرغ (مواليد 1917) رياضياتي نرويجي.

### سبتمبر
- 5 سبتمبر – توماس هانسن (مواليد 1976)